# Alexander Conrad
Alexander Conrad (* 15. November 1966 in Darmstadt) ist ein deutscher Fußballtrainer und ehemaliger -spieler.
Conrad begann seine Karriere 1981 bei Eintracht Frankfurt. Er wurde 1982 mit der B-Jugend deutscher Vizemeister sowie 1983 und 1985 deutscher A-Jugendmeister. Zudem bestritt er in seiner letzten A-Jugendsaison zehn U18-Länderspiele und darüber hinaus zwei Bundesligaspiele.
In seiner ersten Profisaison 1985 stand Conrad als 18-jähriger acht Mal hintereinander in der Startelf, ehe er durch eine schwere Knieverletzung mehrere Monate ausfiel. Anschließend zog er sich erneut einen Kreuzbandriss und später noch einen Schien- und Wadenbeinbruch zu, so dass er nur noch zu wenigen Einsätzen in der 1. Bundesliga kam.
Nach einigen Wechseln in die 2. Bundesliga kam er 1992 zum FSV Frankfurt, mit dem er als Stammspieler in die 2. Bundesliga aufstieg. Conrad bestritt insgesamt 24 Bundesliga- und 38 Zweitliga-Spiele und erzielte dabei ein Tor.
Conrads erste Trainerstation war von 1998 bis 2001 die Usinger TSG. Von 2003 bis zum Ende der Saison 2006/07 war Conrad Trainer beim Oberligisten KSV Klein-Karben. Ab dem 20. September 2007 war er Cheftrainer des SV Waldhof Mannheim und schaffte in der Oberliga Baden-Württemberg die Qualifikation für die ab der Saison 2008/09 dreigestaffelte Regionalliga Süd. Am 7. Juni 2009 wurde er vom SV Waldhof beurlaubt, da der Verein den sportlichen Bereich neu ausrichten wollte.
Zur Saison 2010/11 übernahm Conrad den hessischen Oberligisten 1. FC Eschborn. Aus gesundheitlichen Gründen beendete er sein dortiges Engagement Anfang März 2011. Ab Februar 2013 fungierte er als Co-Trainer beim damaligen Drittligisten Kickers Offenbach bis zum Ablauf der Saison 2015/16. Im Mai 2017 verpflichtete der FSV Frankfurt Conrad als Cheftrainer. Am 13. April 2019 wurde Conrad beurlaubt, nachdem der FSV Frankfurt nach vier Niederlagen in Serie in akute Abstiegsgefahr geraten war. Der sportliche Leiter Thomas Brendel übernahm den Posten als Interimstrainer.